# Pseudemys peninsularis
Pseudemys peninsularis is een schildpad uit de familie moerasschildpadden (Emydidae). De soort werd voor het eerst wetenschappelijk beschreven door Archie Carr in 1938. Oorspronkelijk werd de wetenschappelijke naam Pseudemys floridana peninsularis gebruikt.
Pseudemys peninsularis komt endemisch voor in de Verenigde Staten, en alleen op het schiereiland van de staat Florida. De wetenschappelijke soortnaam verwijst hiernaar, peninsularis betekent schiereiland.
De schildpad bereikt een maximale schildlengte tot ongeveer 40 centimeter. De kleur is bruin, zowel het rugschild als de huid van de kop en poten hebben een gele strepentekening. Mannetjes zijn van vrouwtjes te onderscheiden door langere nagels en een langere en dikkere staart. De schildpad leeft voornamelijk van waterplanten.